# 피에스텍
피에스텍은 전력기기 사업과 신재생에너지, 전기차 충전기 사업을 영위하는 코스닥 상장 기업이다. 
전력기기의 주요 매출처는 한국전력공사로, 70여년 된 기술력을 바탕으로 보안비터, ZEMS 등 고부가가치 제품 확대로 매출 성장을 도모하고 있다.  
2023년 기준 매출 구성은 계량기 50%, 태양광 21% 등으로 이루어 진다. 

## 참고 문헌
- 와이즈에프엔
- 다음 증권